# 赫克托 (明尼蘇達州)
赫克托（英語：Hector）是一個位於美國明尼蘇達州倫維爾縣的城市。

## 人口
根據2020年美國人口普查的數據，赫克托的面積為4.68平方千米，皆為陸地。當地共有人口1012人，而人口密度為每平方千米216人。